# Eduard Tisse
Eduard Kazimirovitj Tisse (russisk: Эдуа́рд Казими́рович Тиссэ́) (født 13. april 1897 i Liepāja, Kurland, (i dag Letland) i Det Russiske Kejserrige, død 18. november 1961 i Moskva i Sovjetunionen) var en sovjetisk filmfotograf og filminstruktør.
Eduard Tisse var fotograf på flere af Sergej Eisensteins film. 

## Biografi
Han blev født i byen  Liepāja som søn af en far med svensk-estonisk etnicitet og en russisk mor. Han voksede op i Liepāja, hvor han studerede maleri og fotografi.
Tisse begyndte sin karriere som filmfotograf som kameramand på ugerevyer, hvor han arbejdede under vanskelige forhold. 
Fra 1916 til 1918 arbejdede han som kamera i militæret. Han blev i 1921 ansat som professor ved den sovjetiske filmskole VGIK. Hans karriere tog fart, da han begyndte af arbejde med Sergej Eisenstein på filmen Strejke. Tisse blev herefter fast kameramand på Eisensteins filmproduktioner de næste 20 år.
Tisse tog med Eisenstein og Grigorij Aleksandrov på en rejse i 1929. De rejste til Europa og til USA med det formål at finde nyt lydudstyr og at knytte bånd mellem Hollywood og den sovjetiske filmindustri. Eisenstein skrev kontrakt med Paramount Pictures og trioen tog til Californien. De arbejdede på flere film, men ingen endte med at blive produceret. Gennem Eisenstein mødte fotojournalisten Margaret Bourke-White Tisse og samarbejdede med ham i 1932 om filmen Eyes on Russia (1933); Bourke-Whites eneste forsøg på at skabe en film.
I 1942 arbejdede Tisse med filmen I Jugoslaviens bjerge med den sovjetiske filmmand Abram Room. Filmen handlede om karakteren Slavko Babics liv og levned og om den jugoslaviske partisanbevægelse under 2. verdenskrig. Filmen fik stor indflydelse på senere jugoslaviske filmmagere.
Han instruerede filmen Bessmertnyj garnizon (da.: Den udødelige garnison) fra 1956.

## Udvalgt filmografi
- Streke (1924); instrueret af Sergej Eisenstein
- Panserkrydseren Potemkin (1925); instrueret af Sergej Eisenstein
- Oktober (1928); instrueret af Sergej Eisenstein
- Aerograd (1935); instrueret af Aleksandr Dovsjenko
- Que Viva Mexico! (1937); instrueret af Sergej Eisenstein
- Alexander Nevskij (film) (1938); instrueret af Sergej Eisenstein
- Ivan den Grusomme (1944–46); instrueret af Sergej Eisenstein
- Bessmertnyj garnizon (da.: Den udødelige garnison, 1956)